# HIF mundial
HIF Global es la compañía líder de e-Combustibles del mundo, desarrollando proyectos para convertir energía renovable en e-Combustibles, que pueden transportarse y utilizarse en la infraestructura existente.

El nombre HIF representa la misión de la empresa: proporcionar combustibles altamente innovadores (Highly Innovative Fuels) para hacer posible la descarbonización del planeta. HIF Latam, HIF USA, HIF Asia Pacífico y HIF EMEA son subsidiarias de propiedad absoluta de HIF Global.

HIF tiene la intención de producir 150.000 barriles por día de e-Combustibles en instalaciones globales para 2035. En Chile ya está produciendo e-Combustibles en la planta demostrativa Haru Oni en Magallanes y proyecta iniciar la construcción de su proyecto a escala industrial HIF Matagorda (Texas, Estados Unidos) en 2024. El primer desarrollo de HIF Global en Tasmania (Australia), se anunció en julio de 2022, mientras que el primer proyecto uruguayo de la empresa, en Paysandú, se dio a conocer en junio de 2023

## Historias
En 2014 la empresa vio que los precios de la energía renovable estaban disminuyendo, al mismo tiempo que las presiones para descarbonizar aumentaban. Estos factores dieron pie a un nuevo paradigma donde la energía renovable podía convertirse en materia prima para producir combustibles verdes. 

La compañía identificó el extremo sur de Chile como uno de los mejores lugares del mundo para este tipo de desarrollos, gracias a sus fuertes y constantes vientos.

En 2018, AME (principal accionista de HIF Global) decidió usar esta energía para producir hidrógeno verde y combinarla con dióxido de carbono para fabricar combustibles líquidos que pueden utilizarse para descarbonizar automóviles, barcos y aviones, aprovechando la infraestructura disponible y sin necesidad de modificar los motores.
Así, en octubre de 2020 nace Highly Innovative Fuels (HIF) que integra tecnologías de punta para producir gasolinas en base a hidrógeno verde y CO2 reciclado.

## Propiedad
HIF Global es controlada por la empresa chilena AME, y sus socios son Porsche, EIG, Baker Hughes, Gemstone Investments, Idemitsu y JOGMEC.

## Subsidiarias de HIF Global
HIF Chile
HIF Chile produce eFuels en la Región de Magallanes con la primera planta demostrativa   en el mundo, Haru Oni (link a https://hifglobal.com/location/haru-oni/). En esta planta se suman otras empresas como Porsche (R&D y comprador del combustible), Enel Green Power (socio en la generación eléctrica y producción de hidrógeno), Siemens Energy (integrador tecnológico de la planta), ExxonMobil (tecnología MtG), ENAP (apoyo logístico), Gasco (R&D) y Johnson Matthey (síntesis de metanol).
La compañía ya ha realizado dos exportaciones comerciales de e-Combustibles a Reino Unido.
Haru Oni es el primer paso para contar con un combustible creado con la energía del viento. HIF también cuenta con un proyecto comercial en el sur de Chile; la planta de e-Combustible Cabo Negro que se alimentará de energía del Parque Eólico Faro del Sur y que actualmente se encuentran en proceso de evaluación ambiental. 

HIF USA
Con sede en Houston, HIF USA espera iniciar la construcción de la planta de escala comercial HIF Matagorda en Texas en 2024. Esta planta recibió en abril de 2023 el permiso ambiental, y se estima que producirá 1,4 millones de toneladas de metanol al año (https://www.bloomberg.com/news/articles/2023-04-25/porsche-backed-hif-gets-go-ahead-for-giant-texas-e-fuel-plant#xj4y7vzkg) 
En mayo de 2023, HIF USA anunció la primera planta de combustible sustentable para aviones (SAF por sus siglas en inglés).

HIF Asia Pacífico
HIF Asia Pacific tiene su sede en Sídney, con la misión de desarrollar y llevar al mercado proyectos de eFuel a gran escala en Australia y Nueva Zelanda, aprovechando la experiencia chilena y estadounidense. HIF Australia está desarrollando actualmente una cartera de proyectos para producir 210.000 toneladas de metanol al año. El primer proyecto de HIF Global en Tasmania se anunció en julio de 2022.

HIF EMEA
Con sede en Berlín, Alemania, es la filial que cubre el área económica de Europa, Medio Oriente y África.
HIF EMEA desarrollará proyectos de eFuels en la región para la región y adaptará la experiencia de HIF Global en Chile, Estados Unidos y Australia, a los diferentes requisitos legislativos en EMEA. 
HIF Uruguay
HIF Uruguay es la oficina más nueva de HIF Global, y la segunda en Latinoamérica después de Chile. La empresa se adjudicó a una licitación de ALUR del grupo ANCAP para la compra de 150.000 toneladas de CO2 biogénico por año, insumo base para la producción de e-Combustibles. La planta estará ubicada en el departamento de Paysandú y estima una producción anual de 700.000 toneladas de metanol.

## El proceso
Con energía renovable se obtiene hidrógeno, separando mediante electrólisis el oxígeno del hidrógeno presente en el agua. 
Luego se combina el hidrógeno obtenido de la electrólisis con CO2 reciclado, mediante un proceso de síntesis, produciendo metanol.
A partir de ello, se obtiene un combustibleque se puede usar en motores e infraestructura existente sin necesidad de modificación alguna.